# Kościół Ducha Świętego w Podstolicach
Kościół Ducha Świętego – rzymskokatolicki kościół parafialny znajdujący się  w Podstolicach, w powiecie wielickim województwa małopolskiego. Jest zabytkiem architektury drewnianej.

## Historia
Pierwszy kościół w Podstolicach powstał pod koniec XIII wieku, ale dopiero w wieku XVII dokładnie opisano jego wygląd. Był on typem budowli jednonawowej, wraz z niewielką wieżą nad wejściem oraz kopułkowatą wieżyczką, w której umieszczona była sygnaturka. W kościele w tym czasie znajdowały się już cztery ołtarze. Osobno, naprzeciwko wejścia do kościoła stała dzwonnica w której były dwa dzwony.
W drugiej połowie XVIII wieku ówczesny proboszcz rozpoczął remont budynku od wymiany desek w jego wnętrzu oraz od pokrycia na nowo dachu kościelnego. W tym samym czasie kościółek został wyposażony w nowe organy. W ciągu następnych kilkudziesięciu lat (do roku 1870) dokonano tylko niewielkich zmian w wystroju kościoła. 
Obecny kościół w Podstolicach powstał w 1870 roku na miejscu poprzedniego kościółka. Nie posiadał on wówczas wieży, ale dobudowano ją po zniszczeniu w czasie I wojny światowej dzwonnicy stojącej obok. Ze starego kościoła, oprócz dzwonów, przeniesiono w czasie przebudowy także sygnaturkę z roku 1631 o imieniu św. Agnieszki oraz umieszczono trzy ołtarze, które przetrwały do obecnych czasów, uznane przez Wydział Konserwacji Zabytków za obiekty zabytkowe.
W roku 1878 przystąpiono do malowania prezbiterium, a dopiero w roku 1885 ozdobiono polichromią pozostałą, środkową część kościoła. Tak przygotowany kościół parafialny konsekrował 22 sierpnia 1889 roku kardynał Albin Dunajewski, biskup krakowski podczas kanonicznej wizytacji w parafii Podstolice. 7 sierpnia 1988 roku kardynał Franciszek Macharski wmurował kamień węgielny, poświęcony przez papieża Jana Pawła II w Tarnowie.
W ramach przygotowań do jubileuszu 700-lecia istnienia parafii (2000 r.) przeprowadzono przy kościele wiele prac konserwacyjnych. Odnowiono obrazy w ołtarzach i odrestaurowano organy. W 1996 roku sprawiono feretron z obrazem Zesłania Ducha Świętego — patrona parafii i wizerunkiem Matki Bożej Podstolickiej, a w latach następnych zmodernizowano elektrykę, nagłośnienie oraz zamontowano instalację przeciwpożarową i alarmową.

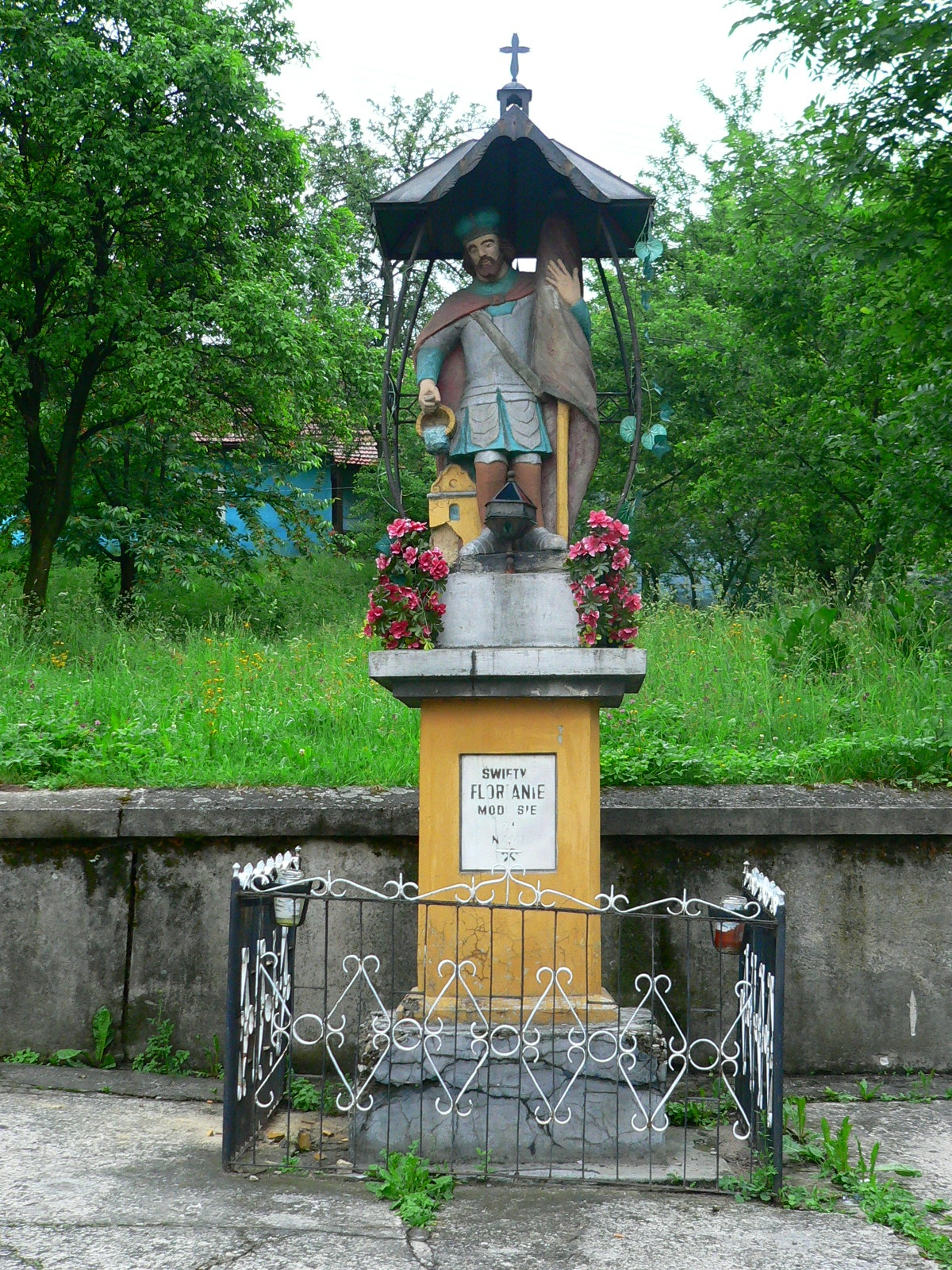
Figura św. Floriana na placu przed kościołem

## Zabytki
- Kościoła parafialnego
  - Ołtarz późnobarokowy z XVIII wieku
  - Ołtarz boczny rokokowy z drugiej połowy XVIII wieku
  - Ołtarz boczny lewy, rokokowy, z drugiej połowy XVIII wieku
  - Chrzcielnica z piaskowca
  - Krzyż procesyjny barokowy z XVIII wieku
  - Krucyfiks ludowy
  - Krzyż procesyjny, późnobarokowy z XIX wieku
  - Obraz Matki Bożej Berdyczowskiej
  - Obraz Matki Bożej Częstochowskiej barokowo-ludowy
  - Obraz Matki Bożej Częstochowskiej ludowy
  - Relikwiarz Krzyża św. z XVIII wieku